# Kreminne, Moghilău
Kreminne (în ucraineană Кремінне) este o comună în raionul Moghilău, regiunea Vinnița, Ucraina, formată numai din satul de reședință.

## Demografie
Componența lingvistică a satului Kreminne
     Ucraineană (97,75%)
     Rusă (2,09%)
     Alte limbi (0,16%)
Conform recensământului din 2001, majoritatea populației satului Kreminne era vorbitoare de ucraineană (97,75%), existând în minoritate și vorbitori de rusă (2,09%).